# Avenida das Torres
A Avenida Governador José Lindoso, popularmente conhecida como Avenida das Torres, é uma via arterial localizada no município de Manaus, capital do estado do Amazonas. Foi inaugurada em duas etapas, sendo a primeira em 2010, com 6,3 km, e a segunda em 2018, com 11,1 km. É a maior avenida local da região Norte do Brasil, com um total de 17,4 km de extensão.
A via inicia no bairro Coroado, zona Leste da cidade, corta os bairros Parque Dez, Cidade Nova, Nova Cidade e Lago Azul, finalizando na rodovia AM-010, zona Norte de Manaus. A obra exigiu um investimento total de R$ 800 milhões por parte do Governo do Estado do Amazonas.

## História

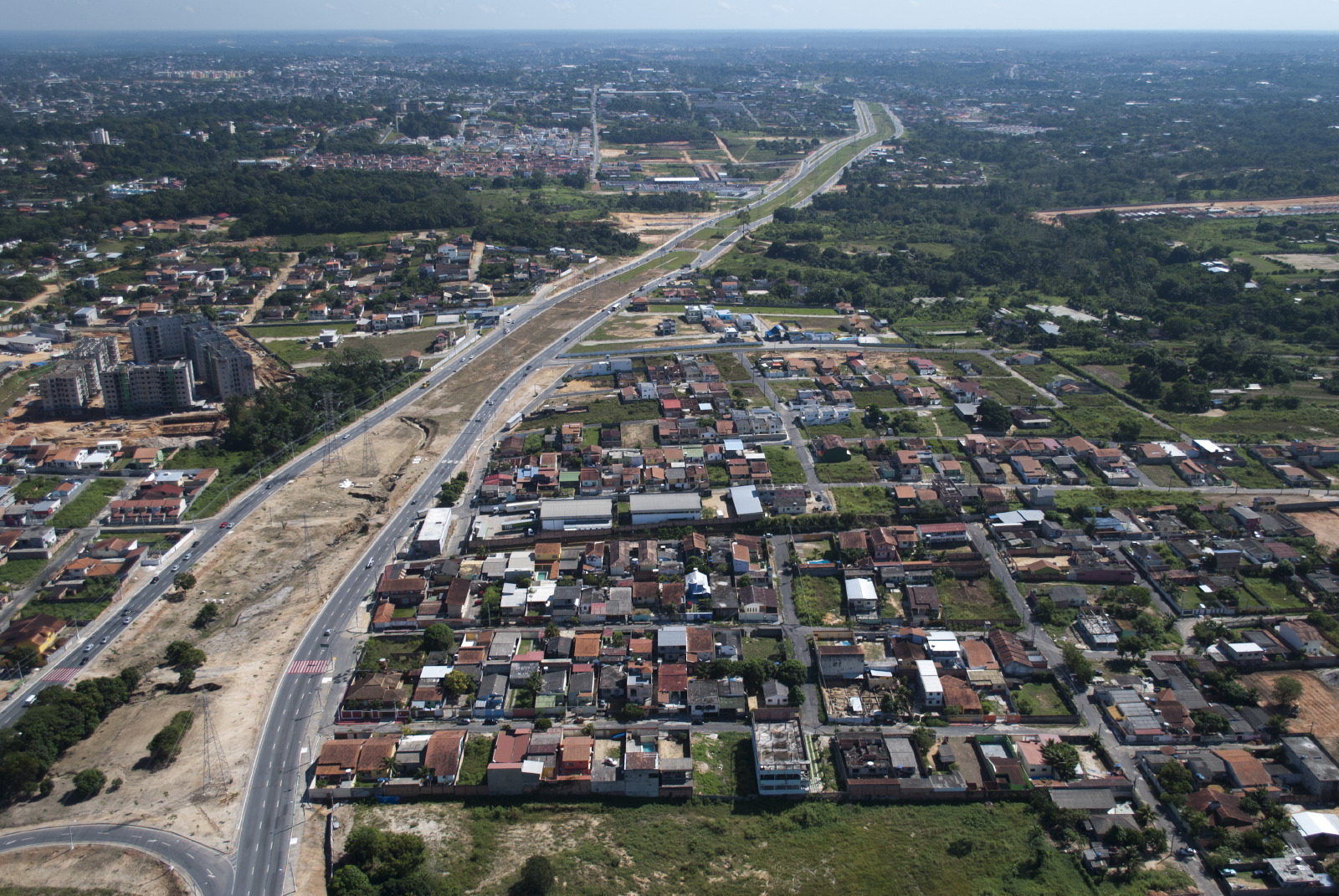
Trecho da avenida em 2012.

### Primeira etapa
As obras foram iniciadas em 2003, no começo da gestão do então governador Eduardo Braga e teve problemas devido a entraves da Secretaria Municipal de Meio Ambiente (Semmas) e do Instituto de Proteção Ambiental do Amazonas (Ipaam). A primeira etapa da avenida foi aberta oficialmente em 29 de junho de 2010 pelo então governador Omar Aziz. Nos primeiros 6,3 quilômetros, a obra teve um investimento de R$ 48,2 milhões.
Foi batizada com o nome do advogado, professor e ex-governador do Amazonas José Bernardino Lindoso. Em 2015, a avenida recebeu iluminação a LED nos dois sentidos. De acordo com a prefeitura de Manaus, foram instaladas 240 lâmpadas com a nova tecnologia.

### Segunda etapa
Em 30 de novembro de 2018, o então governador Amazonino Mendes inaugurou o prolongamento da avenida. São mais 11,1 quilômetros de via, começando na Av. Timbiras; passando pela Av. Noel Nutels; R. Hélio Leão, no conjunto Galileia, Av. Margarita, e até chegar no km 20 da AM-010 (Manaus–Itacoatiara), onde termina a nova via.
Iniciada em 2012, a obra estava parada, foi retomada em outubro de 2017 e concluída em um ano. Segundo o Governo do Estado do Amazonas, o investimento total nas obras gira em torno de R$ 800 milhões.

## Características

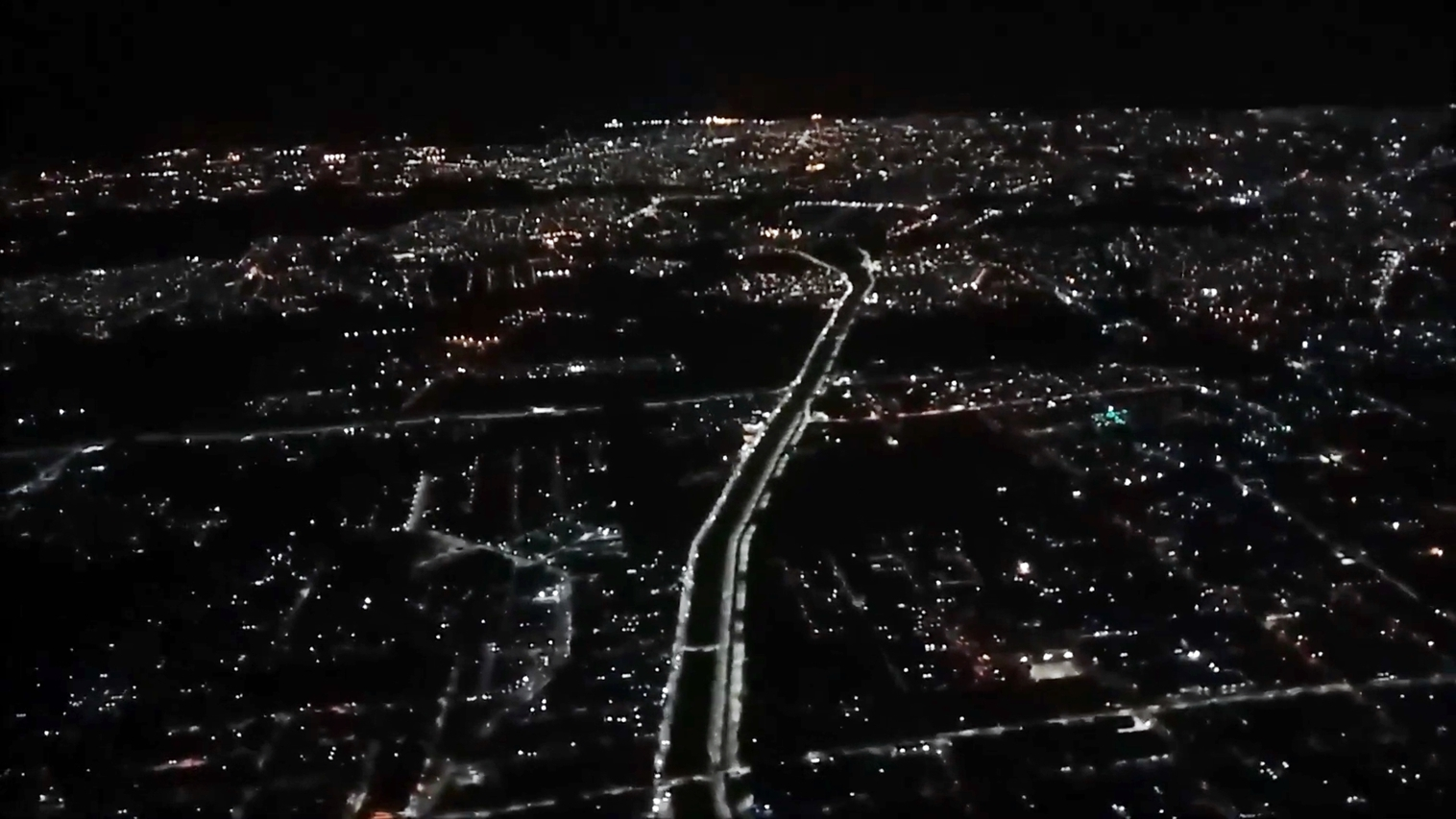
Em 2015, a Avenida das Torres recebeu iluminação a LED. No centro da foto, a avenida cortando a cidade durante a noite.

Com extensão total de 17 400 metros, conta com seis pistas de rolamento no total. As calçadas laterais medem três e as internas um metro de largura  ela também é responsável por desafogar o trânsito nas avenidas Constantino Nery, Djalma Batista, Ephigênio Salles e Grande Circular. Por ser uma via arterial, seu limite de velocidade é de 60 quilômetros por hora.
A avenida tem início nos bairros Aleixo e Coroado. No Aleixo, ao lado do conjunto residencial Ephigênio Sales. No Coroado, tem início na Alameda Cosme Ferreira, nas proximidades da concessionária Fiat Murano. Ela passa entre os conjuntos Petros à direita, e o Artur Reis, mais à esquerda; segue cortando o Parque das Laranjeiras e a Cidade Nova I, tendo como área de abrangência os conjuntos Jardim Oriente e Jardim Sakura, o Residencial Águas Claras, as comunidades Boas Novas e Nossa Senhora do Perpétuo Socorro, entre outros.
É cortada por duas pontes de 70 metros de extensão sobre o Igarapé do Mindu. A estrutura reforçada das pontes, compostas por 21 vigas em concreto cada uma, sendo 14 de 20 metros e sete de 30 metros de extensão, receberam todo o acabamento necessário, como encabeçamento, proteção do aterro, construção do gabião e pavimentação, bem como via para pedestres.